# 匹兹堡体育协会
匹兹堡体育协会（Pittsburgh Athletic Association）是美国宾夕法尼亚州匹兹堡的一个私人社交俱乐部和体育俱乐部。俱乐部会所被列入国家史迹名录。
它位于该市奥克兰区第五大道和比奇洛大道的转角，面对另外三座地标建筑：匹兹堡大学的学习大教堂和威廉彼特学生会，以及士兵和水手国家军事博物馆和纪念馆。
该俱乐部由房地产开发商富兰克林·尼古拉于1908年组建。建筑师Benno Janssen (1874—1964) 使用一座威尼斯的文艺复兴宫殿作为他设计的原型，也许圣卢卡的格里马尼宫或圣马可图书馆。他于1911年完成了这一建筑。
匹兹堡体育协会是一家非营利性的会员俱乐部，成立于1908年，运营至2017年。
它提供全面的运动设施、体育课程、水疗服务、美食以及过夜住宿。该建筑的一些更有趣的功能包括三楼的游泳池，完整的篮球场和壁球场，一个16道保龄球馆，以及一个纪念前匹兹堡大学足球教练Johnny Majors的房间。该俱乐部有几项年度活动，其中最受欢迎的包括复活节早午餐，龙虾晚餐以及大学拳击活动。

## 电影
2009年，由爱德华·茨威克执导、杰克·吉林哈尔和汉克·阿扎里亚主演的电影《爱情与灵药》，在匹兹堡体育协会的保龄球馆拍摄了一个场景。